# The Sensational Spider-Man
The Sensational Spider-Man (рус. Сенсационный Человек-паук) — серия комиксов о супергерое Человеке-пауке, которая издавалась Marvel Comics с 1996 по 1998 год. Всего было выпущено 35 номеров комикса (Vol.1). Также существует The Sensational Spider-Man (vol. 2).

## История
Впервые словосочетание The Sensational Spider-Man было использовано в названии книги The Sensational Spider-Man: Nothing Can Stop the Juggernaut (рус. Сенсационный Человек-паук: Ничто не остановит Джаггернаута; ISBN 0-87135-572-8), вышедшей в 1989 году и содержащей в себе перепечатанные 229-й и 230-й номера серии The Amazing Spider-Man, первоначально изданные в 1982 году.
В 1996 году Marvel Comics запустила новую серию комиксов The Sensational Spider-Man с Человеком-пауком (Беном Рейли) в главной роли. Серия заменила собой Web of Spider-Man. Всего вышло 35 номеров, включая 0-33 и # -1, выпущенный в июле 1997 года между 17-м и 18-м номерами). Серия была закрыта в ноябре 1998 года.
В феврале 2003 года, начиная с 23 номера, серия комиксов Marvel Knights Spider-Man была переименована в The Sensational Spider-Man volume 2.